# 게쓰메이시
케츠메이시(일본어: ケツメイシ 케츠메이시[*])는 일본의 남성 4인조 힙합 & 레게 그룹이다. 1993년에 결성해서 1996년 현재 멤버들이 모여 새롭게 활동을 시작한다. 소속 음반사는 avex이다.
그룹 이름인 케츠메이시는 결명자를 뜻하는 일본어 決明子(케츠메이시)에서 따왔다.

## 멤버
- Ryo (MC)
- Ryoji (Vo)
- 다이조 (RAP&MC)
- DJ KOHNO (DJ)

## 음반 목록

### 싱글
인디
- 〈곳치 오이데〉 (こっちおいで 이리 와[*]) (1999년)
- 〈신세이카쓰〉 (新生活 새로운 생활[*]) (2000년)
- 〈우미〉 (海 바다[*]) (2000년)

메이저
- 〈패밀리어〉 (ファミリア) (2001년)
- 〈요루☆카제〉 (よる☆かぜ)
- 〈데가미〉 (手紙)
- 〈도모다치〉 (トモダチ) (2002년)
- 〈가초후게쓰〉 (花鳥風月)
- 〈하지마리노 아이즈〉 (はじまりの合図) (2003년)
- 〈나쓰노 오모이데〉 (夏の思い出)
- 〈다이요〉 (太陽)
- 〈나미다〉 (涙 (2004년)
- 〈기미니 BUMP〉 (君にBUMP)
- 〈사쿠라〉 (さくら (2005년)
- 〈다비우도〉 (旅人 (2006년)
- 〈단조 로쿠닌 나쓰모노가타리〉 (男女6人夏物語)
- 〈트레인〉 (トレイン) (2007년)
- 〈마타 기미니 아에루〉 (また君に会える)
- 〈세이나루 요루니 / 후유모노가타리〉 (聖なる夜に/冬物語)
- 〈데아이노 가게라〉 (出会いのかけら) (2008년)
- 〈나카마〉 (仲間) (2010년)
- 〈오후타리 Summer〉 (お二人Summer) (2010년)
- 〈다타카에! 샐러리맨〉 (闘え! サラリーマン) (2010년)
- 〈발라드 / 기미토 쓰쿠루 미라이〉 (バラード/君とつくる未来) (2011년)
- 〈고다마〉 (こだま) (2011년)

### 정규 음반
|      | 발매일     | 제목                           | 최고순위 | 인증            |
| ---- | ---------- | ------------------------------ | -------- | --------------- |
| 인디 | 2000/12/20 | 게쓰노포리스 (ケツノポリス)    | 27       | -               |
| 1    | 2002/04/03 | 게쓰노포리스 2 (ケツノポリス2) | 1        | -               |
| 2    | 2003/10/01 | 게쓰노포리스 3 (ケツノポリス3) | 1        | 밀리언          |
| 3    | 2005/06/29 | 게쓰노포리스 4 (ケツノポリス4) | 1        | 2 밀리언        |
| 4    | 2007/08/29 | 게쓰노포리스 5 (ケツノポリス5) | 1        | 트리플 플래티넘 |
| 5    | 2008/06/25 | 게쓰노포리스 6 (ケツノポリス6) | 3        | 더블 플래티넘   |
| 6    | 2010/03/16 | 게쓰노포리스 7 (ケツノポリス7) | 1        |                 |

### 베스트 음반
- 《게쓰노 아라시 ~하루BEST~》 (ケツの嵐 〜春BEST〜, 2011년 12월 21일)
- 《게쓰노 아라시 ~나츠BEST~》 (ケツの嵐 〜夏BEST〜, 2011년 12월 21일)
- 《게쓰노 아라시 ~아키BEST~》 (ケツの嵐 〜秋BEST〜, 2011년 12월 21일)
- 《게쓰노 아라시 ~후유BEST~》 (ケツの嵐 〜冬BEST〜, 2011년 12월 21일)